# Obcovací řeč

Příklad mapy ze sčítání lidu v roce 1900, která ukazuje obcovací řeči v Čechách.

Obcovací řeč (německy Umgangssprache) bylo pomocné kritérium, kterým se při sčítání lidu nepřímo zjišťovala národnost obyvatel. Zavedl ho mezinárodní statistický kongres v Bruselu v roce 1853, jakožto jazyk, kterým člověk hovoří ve své bezprostřední komunitě. V Rakousku-Uhersku se jeho prostřednictvím začaly národnostní poměry mapovat až při sčítání lidu v roce 1880, a to přestože další statistický kongres, konaný roku 1872 v Petrohradě, už začal upřednostňovat mateřskou řeč, pomocí které lze národnost zjistit přesněji. Obcovací řeč byla využívána i při dalších rakousko-uherských sčítáních v letech 1890, 1900 a 1910, až po vzniku Československé republiky byla při dalším sčítání roku 1921 národnost, za jejíž hlavní znak byla brána právě mateřská řeč, zjišťována prostřednictvím vlastního přihlášení se ke konkrétní národnosti.
Využíváním obcovací řeči docházelo ke zkreslování statistických dat, protože počet příslušníků většinových národností tím byl značně nadhodnocen. Za obcovací řeč totiž byl chápán jazyk, kterým občan komunikoval především s úřady, takže např. Češi žijící ve většinově německém prostředí měli často obcovací řečí němčinu. V obdobné situaci byli i Slováci v Uhrách (nehledě k tomu, že čeština a slovenština byla tehdy zapisována společně jako jazyk česko-moravsko-slovenský, böhmisch-mährisch-slovakisch). Kromě toho byl na národnostní menšiny prováděn při sčítání nátlak, aby se přihlásili k většinové obcovací řeči, a sčítací komisaři měli provádět i svépomocné korektury sčítacích archů. Pozdější sledování národnostní situace prostřednictvím „kmenové příslušnosti“ bylo kromě větší přesnosti výhodnější i v tom, že ke své národnosti se mohli přihlásit také Židé a Romové, přestože třeba nemluvili hebrejsky nebo romsky.